# Sikorsky MH-53
De Sikorsky MH-53 Pave Low is een gevechtshelikopter gemaakt door de Sikorsky Aircraft Corporation.

## Statistieken
Algemeen:
- Crew: 6 (twee piloten, twee flight engineers en twee gunners)
- Capaciteit: 37 manschappen
- Lengte: 28 meter
- Rotor spanwijdte: 21.9 meter
- Hoogte: 7.6 meter
- Leeggewicht: 14,515 kilogram
- Rotors: 6 rotorbladen